# Xanthia palleago
Xanthia palleago là một loài bướm đêm trong họ Noctuidae.